# Pierre Bernard-Reymond
Pierre Bernard-Reymond (ur. 16 stycznia 1944 w Gap) – francuski polityk i samorządowiec, długoletni parlamentarzysta krajowy, sekretarz stanu w administracji rządowej, poseł do Parlamentu Europejskiego II, III i IV kadencji.

## Życiorys
Studiował nauki ekonomiczne i społeczne na Université de Grenoble, kształcił się w Instytucie Nauk Politycznych w tej miejscowości.
Zaangażował się w działalność polityczną w ramach partii centrowych – dołączył do Centrum Demokratów Społecznych (był m.in. wiceprzewodniczącym partyjnej młodzieżówki i następnie wiceprzewodniczącym CDS), a wraz z tym ugrupowaniem do Unii na rzecz Demokracji Francuskiej (gdzie m.in. był zastępcą sekretarza generalnego UDF). Na początku lat 70. pracował w gabinecie politycznym ministra pracy. Wielokrotnie obejmował stanowiska w administracji lokalnej i regionalnej. Przez 18 lat (1971–1989) był pierwszym zastępcą mera miejscowości Gap, następnie do 2007 sprawował urząd mera tego miasta. W latach 1973–1979 i 1982–1989 zasiadał w radzie departamentu Alpy Wysokie, pełniąc m.in. funkcję jej wiceprzewodniczącego. Ponadto od 2002 do 2010 wchodził w skład rady regionu Prowansja-Alpy-Lazurowe Wybrzeże.
W 1971 po raz pierwszy uzyskał mandat posła do Zgromadzenia Narodowego. W niższej izbie francuskiego parlamentu zasiadał do 1978. W kwietniu 1977 dołączył do rządu Raymonda Barre jako sekretarz stanu ds. budżetu. We wrześniu 1979 przeszedł na stanowisko sekretarza stanu w Ministerstwie Spraw Zagranicznych odpowiedzialnego za sprawy europejskie, zajmował je do czerwca 1981.
W 1984 został wybrany do Parlamentu Europejskiego II kadencji, mandat złożył w 1986, powracając w tym samym roku do Zgromadzenia Narodowego, którego członkiem był do 1988. W 1989 ponownie uzyskał mandat europosła, w PE zasiadał do 1999 przez dwie kadencje, wchodząc w skład frakcji chadeckiej. Zasiadał w biurze politycznym Europejskiej Partii Ludowej.
W 2007 został członkiem francuskiego Senatu, w którym zastąpił zmarłego Marcela Lesbrosa. Mandat senatora wykonywał do 2014. Reprezentował Unię na rzecz Ruchu Ludowego, którą opuścił w 2011. Nie ubiegał się o wybór na kolejną kadencję.

## Odznaczenia
- Kawaler Legii Honorowej
- Komandor Orderu Danebroga (Dania)
- Krzyż Wielki Orderu Zasługi Wielkiego Księstwa Luksemburga
- Wielki Krzyż Zasługi z Gwiazdą Orderu Zasługi Republiki Federalnej Niemiec[2]